# 木梨硔
木梨硔，是中华人民共和国安徽省黄山市休宁县溪口镇花桥村下辖的一个自然村，位于海拔近千米的苦竹尖山腰，三面为悬崖，海拔800余米，为黄山市境内海拔最高的山村，也是黄山市至今唯一未通公路的村落。全村有村民52户、人口166人。木梨硔以詹姓为主，始建于明万历十五年。村落全为徽派建筑，白墙灰瓦的民居依山势呈阶梯状延伸。
木梨硔全年约有三分之一的时间会有云海出现。2009年，当地教师汪红兴的摄影作品获奖后，木梨硔的风景开始吸引大批摄影爱好者前往。木梨硔是黄山市百佳摄影点之一，欣赏云海、日落和星空。在对面的山头设置有观景台，欣赏全村的美景。村民几乎家家户户都开设民宿。2013年8月26日，木梨硔获评第二批中国传统村落。
木梨硔无法开车直达，需要至詹家山村路口徒步登800级台阶上山进村。